# Wysoka Głogowska
Wysoka Głogowska – wieś w Polsce położona w województwie podkarpackim, w powiecie rzeszowskim, w gminie Głogów Małopolski. Leży   nad strugą Gołębiówką.
| SIMC    | Nazwa    | Rodzaj     |
| ------- | -------- | ---------- |
| 1043170 | Budy     | część wsi  |
| 0650376 | Koniec   | część wsi  |
| 0650382 | Las      | część wsi  |
| 0650459 | Osiczyna | przysiółek |
| 0650399 | Piaski   | część wsi  |
| 0650436 | Staw     | część wsi  |
| 0650442 | Zagrody  | część wsi  |
| 0650465 | Zapole   | przysiółek |

W XIX wieku wieś Wysoka należała do powiatu rzeszowskiego Królestwa Galicji i Lodomerii oraz Parafii Narodzenia Najświętszej Maryi Panny w Zaczerniu. Wieś obsługiwała stacja pocztowa w Głogowie, a później także urząd telegraficzny w Sokołowie.
Właścicielami ziemskimi Wysokiej byli Jan i Wanda Bieniaszewscy.
Miejscowość jest siedzibą parafii Matki Bożej Różańcowej, należącej do dekanatu Głogów Małopolski, diecezji rzeszowskiej. We wsi znajduje się zespół szkół, klub sportowy Orzeł Wysoka Głogowska oraz stadnina koni. W centrum wsi swą siedzibę ma jednostka Ochotniczej Straży Pożarnej.
W latach 1975–1998 miejscowość administracyjnie należała do województwa rzeszowskiego.
W 1899 w Wysokiej urodził się Julian Richter, kapitan piechoty Wojska Polskiego, kawaler Orderu Virtuti Militari.